# Devil’s Bridge (Antigua)

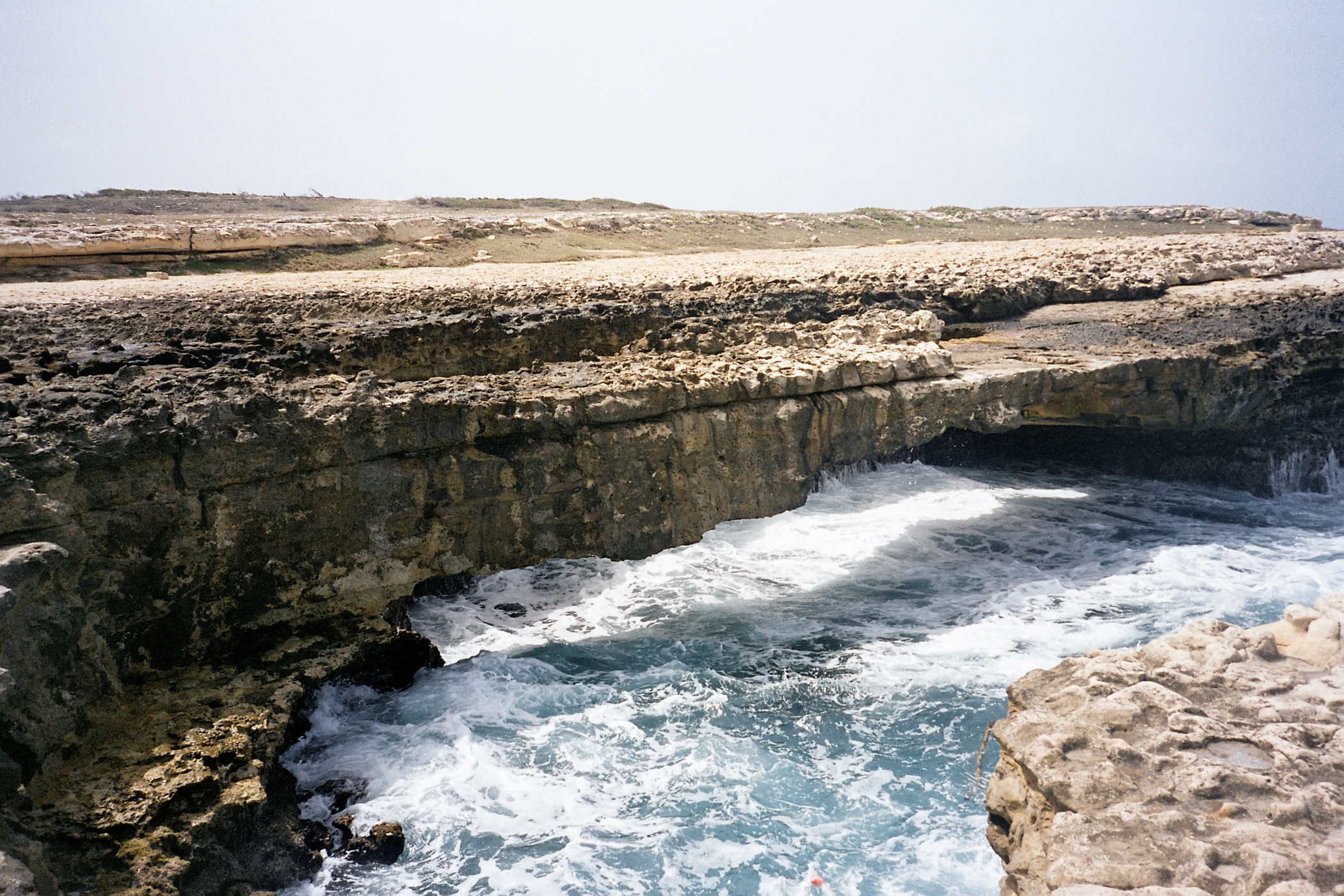
Seitliche Perspektive auf die Devil’s Bridge

Die Devil’s Bridge (deutsch: „Teufelsbrücke“) ist eine Felsformation auf der Karibik-Insel Antigua. Die natürlich entstandene Felsformation befindet sich im Nordosten Antiguas und ist Teil des gleichnamigen Nationalparks.

## Geologie
Die Devil’s Bridge wurde über einen langen Zeitraum vom Wasser des Atlantischen Ozeans geformt. Gefördert wurde die Aushöhlung des Kalksteins durch den Einfluss des Nordost-Passats, der die Fluten des Atlantik auf die exponiert gelegene Felsformation treibt. In der Umgebung der Devil’s Bridge befinden sich zahlreiche Blowholes, aus denen regelmäßig Wasserfontänen emporschießen.

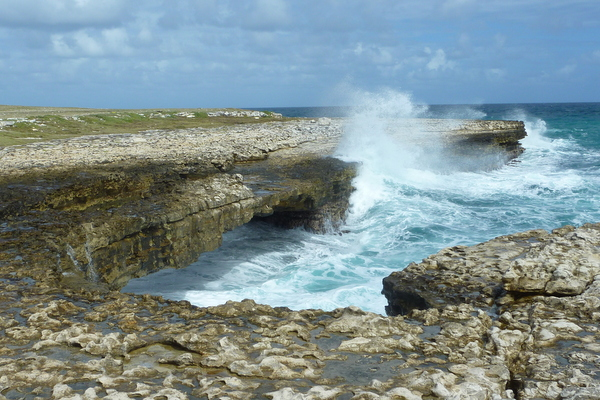
Gischtbildung an der Devil’s Bridge

## Geschichte
In der Nähe der Devil’s Bridge wurden Spuren einer prähistorischen indianischen Siedlung entdeckt. Die Besiedlungsspuren deuten darauf hin, dass die Umgebung von Devil’s Bridge zu dieser Zeit von einigen der frühesten Bewohner Antiguas als Ort zum Wohnen und Fischen genutzt wurde. 
Der Name der Brücke geht auf die Zeit der Sklaverei auf Antigua zurück. Den Erzählungen der Inselbewohner zufolge stürzten sich damals zahlreiche Sklaven auf Grund ihrer ausweglosen Situation von der Devil’s Bridge in den Atlantischen Ozean und ertranken. Diese Erzählung verlieh der Felsformation den Namen Teufelsbrücke, da angeblich der Teufel die Sklaven zum Suizid verleitete und sie nach ihrem Tod beanspruchte. Obwohl es für diese Begebenheit keine belastbaren Beweise gibt, verleiht sie der natürlichen Brücke bis heute ihren Namen.

## Tourismus
Im kleinen Inselstaat Antigua und Barbuda zählt die Devil’s Bridge zu den bedeutendsten und beliebtesten Touristenattraktionen. Das Betreten des Gebiets erfolgt auf eigene Gefahr, auf Grund der nassen und glatten Oberfläche wird von einer Überquerung der Devil’s Bridge abgeraten.